# Ferdinand Philipp Grimm

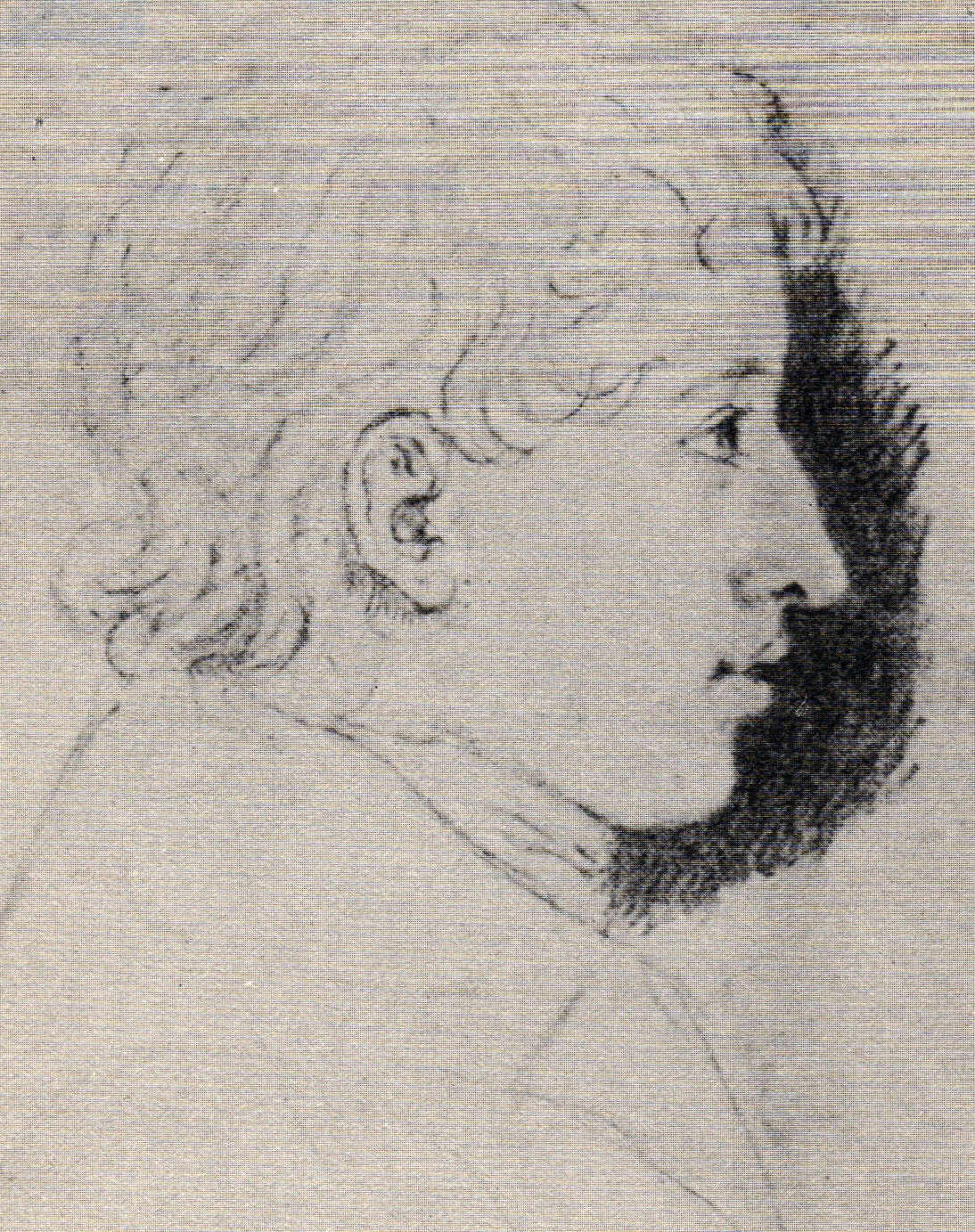
Ferdinand Grimm als 19-Jähriger (gezeichnet von Ludwig Grimm)

Ferdinand (Philipp) Grimm (* 18. Dezember 1788 in Hanau; † 6. Januar 1845 in Wolfenbüttel) war ein deutscher Sagensammler. Er wird auch der „unbekannte Bruder“ der Brüder Grimm genannt.

## Lebenslauf
Ab 1815 war er als Korrektor im Berliner Verlag Reimer tätig und wurde von seinen Brüdern Jacob und Wilhelm finanziell unterstützt. 1834 entlassen, lebte er bis 1836 bei ihnen in Göttingen, danach als Schriftsteller in Wolfenbüttel.
Er half seinen berühmten Brüdern bei der Sammlung von Sagen und Märchen und veröffentlichte drei eigene Sammlungen unter den Pseudonymen Lothar, Philipp von Steinau und Friedrich Grimm. Von seinen vielseitigen Veröffentlichungen in verschiedenen Zeitschriften sind heute nur die wenigsten bekannt. 
Heiner Boehncke schreibt, dass Ferdinand Grimm zu Unrecht im Schatten seiner Brüder stand, da seine Märchen eine sehr gute literarische Qualität aufweisen. Er deutet seine Märchen und Sagen biografisch und liest in ihnen eine Verarbeitung seiner Einsamkeit ab. Dabei ist jedoch zu beachten, dass Ferdinand Grimm in seinen Vorreden nur vorgibt, seine abgedruckten Märchen und Sagen stammten, dem Vorbild seiner Brüder folgend, aus mündlichen Quellen oder alten und seltenen Büchern. Ein großer Teil seiner ersten beiden Sammlungen wurde von Ferdinand Grimm ohne Kenntlichmachung aus oftmals zeitgenössischen Werken übernommen.

## Streit mit der Familie
Im Jahr 1810 kam es zu einer größeren Auseinandersetzung mit seinen Geschwistern, deren Ursache jedoch bisher ungeklärt ist. Einige Germanisten vermuten einen Streit um Dorothea Henriette Wild, die spätere Ehefrau Wilhelm Grimms. Heiner Boehncke vermutet, dass sich Ferdinand Grimm während des öffentlichen Weihnachtsfests der Grimms im Jahr 1810 als homosexuell „geoutet“ habe, liefert für diese These jedoch keine überprüfbaren Hinweise oder Belege.
Als Ferdinand Grimm im Sterben lag, wurde er von Jacob besucht, während Wilhelm den Kontakt endgültig abgebrochen hatte.